# Giuseppe Tivani
Giuseppe Tivani (Mantova, 1702 – Mantova, 1772) è stato uno scultore italiano.

## Biografia
Originario di Mantova dove studiò intaglio del legno, si trasferì a Roma dove imparò a scolpire il marmo. Ritornato in patria, fu scelto tra i maestri della nascente Accademia Teresiana.

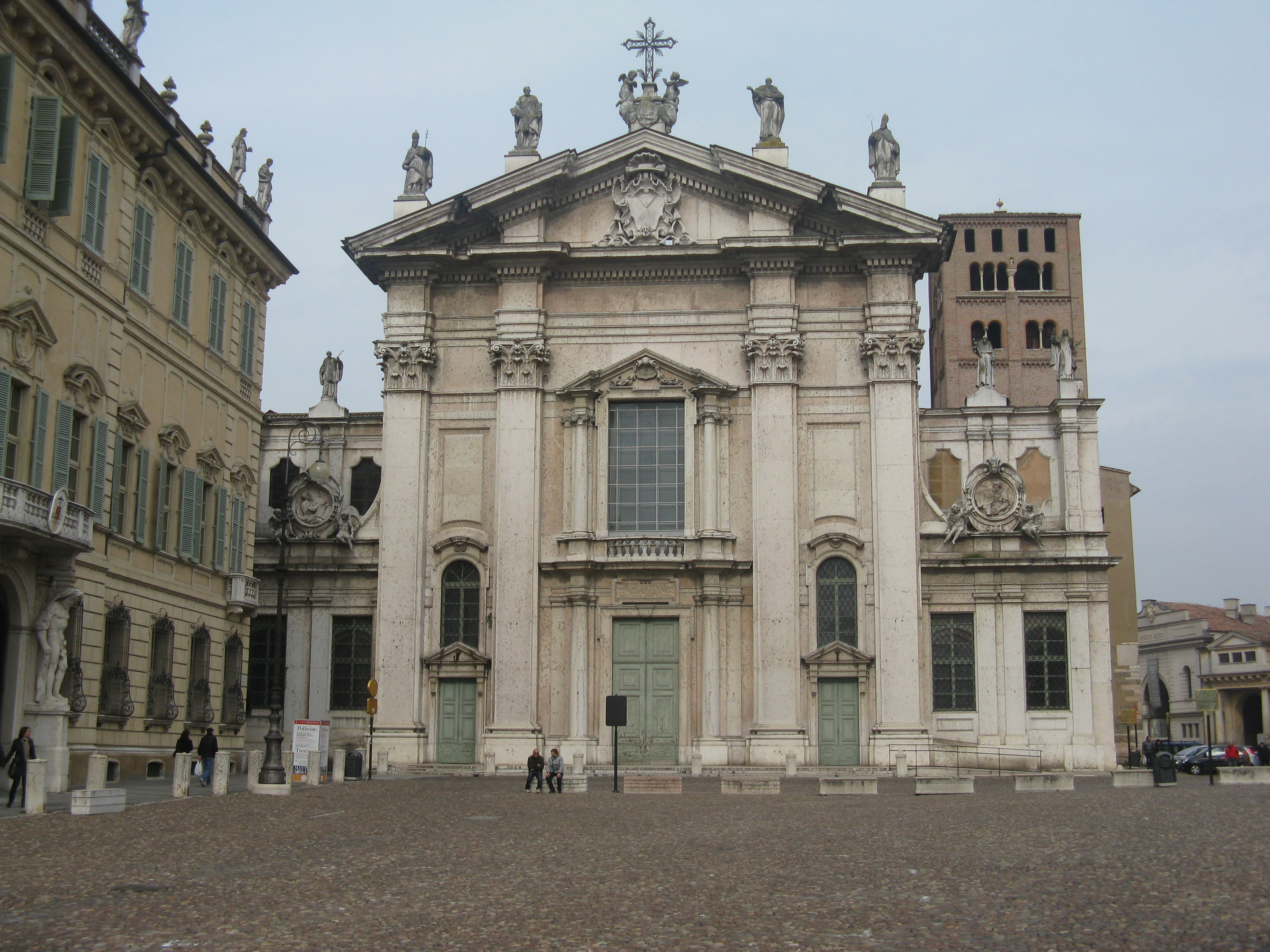
Duomo di Mantova

## Opere
- Altari, nel Duomo di Mantova, 1740-1742;[1]
- Statue, palazzo Cavriani, Mantova, 1742

Ebbe come discepolo Gaspare Troncavini.